# Institut catholique de Bafoussam
L'Institut Catholique de Bafoussam (ICAB ou ICABAF) est un établissement d’enseignement supérieur camerounais situé à Bafoussam (capitale de la région de l'Ouest).

## Présentation
Créé en juin 2015, l'Institut catholique de Bafoussam appartient au diocèse de Bafousam. L'institut propose des enseignements dans les filières industrielles et technologiques ainsi que des filières économiques et commerciales.
Elle propose les diplômes suivants : 
- BTS
- Licence Professionnelles
- Master professionnel
- Ingénierie